# فهرست جایزه‌ها و نامزدی‌های کارآگاه حقیقی
کارآگاه حقیقی نام یک مجموعهٔ تلویزیونی آنتولوژی جنایی آمریکایی ساختهٔ نیک پیزولاتو است که از شبکهٔ اچ‌بی‌او پخش می‌شود. فصل اول سریال، شاهد نقش‌آفرینی بازیگرانی چون متیو مک‌کانهی، وودی هارلسون، میشل موناهن و مایکل پاتس است. فصل اول این سریال در چند خط زمانی اتفاق می‌افتد و بر روی تحقیقات دو پلیس برای یافتن قاتلی سریالی که دست به‌جنایت‌هایی زده، طی مدت ۱۷ سال متمرکز است. فصل اول از ۲۴ ژانویه ۲۰۱۴ آغاز شد و در ۹ مارس ۲۰۱۴ به اتمام رسید و شامل ۸ قسمت بود. فصل دوم نیز به تعداد ۸ قسمت از ۲۱ ژوئن ۲۰۱۵ شروع به پخش شد. داستان فصل دوم در کالیفرنیا اتفاق می‌افتد و دربارهٔ همکاری سه افسر پلیس از سه اداره پلیس مختلف است که پس از پیدا کردن جسد فردی در کنار یک بزرگراه، به دنبال جنایاتی هستند که تبدیل به یک تجارت شده‌است. در این فصل بازیگرانی همچون کالین فارل، ریچل مک‌آدامز، تیلور کیچ، کلی رایلی و وینس وان ایفای نقش می‌کنند. فصل سوم با هنرنمایی ماهرشالا علی، کارمن اجوگو، استیون درف، اسکوت مک‌نری، ری فیشر و میمی گامر در منطقه اوزارکس و در سه دوره زمانی مجزا به وقوع می‌پیوندد که دو کارآگاه پلیس ایالتی مسئول تحقیق پرونده‌ای وحشتناک دربارهٔ مفقودالاثر شدن دو کودک هستند. فصل سوم متشکل از هشت قسمت، از ۱۳ ژانویه ۲۰۱۹ پخش شد.
کارآگاه حقیقی در مجموع سه فصل خود موفق به کسب نامزدی از جشنواره‌ها و مراسم‌های مختلف سینمایی و تلویزیونی در زمینه نویسندگی، کارگردانی و بازیگری شده‌است. سریال تاکنون در یازده رشته نامزده جایزه امی ساعات پربیننده شده که پنج جایزه را به خود اختصاص داده‌است. در هفتاد و دومین مراسم گلدن گلوب سریال در سه رشته از جمله بهترین مجموعه تلویزیونی کوتاه یا فیلم تلویزیونی نامزد جایزه گلدن گلوب شد نامزدی باری جایزه ستلایت و بفتا از دیگر افتخارات کارآگاه حقیقی است.
نوشتار پیش رو فهرستی از جایزه‌ها و نامزدی‌های است که تاکنون کارآگاه حقیقی موفق به کسب آن شده‌است.

## بفتا
| سال  | رشته                                | برنده(ها) و نامزد(ها) | نتیجه |
| ---- | ----------------------------------- | --------------------- | ----- |
| ۲۰۱۵ | جایزه بفتای بهترین برنامه بین‌المللی | نیک پیزولاتو          | برنده |

## جایزه امی ساعات پربیننده
| جایزه | رشته                                                                             | برنده(ها) و نامزد(ها)                                | نتیجه    |
| ----- | -------------------------------------------------------------------------------- | ---------------------------------------------------- | -------- |
| ۲۰۱۴  | بهترین سریال درام                                                                |                                                      | نامزدشده |
| ۲۰۱۴  | جایزه امی ساعات پربیننده برای بهترین بازیگر نقش اول مرد در مجموعه تلویزیونی درام | متیو مک‌کانهی                                         | نامزدشده |
| ۲۰۱۴  | جایزه امی ساعات پربیننده برای بهترین بازیگر نقش اول مرد در مجموعه تلویزیونی درام | وودی هارلسون                                         | نامزدشده |
| ۲۰۱۴  | بهترین کارگردانی مجموعه تلویزیونی درام                                           | کری فوکوناگا برای اپیزود «چه کسی آنجا می‌رود»         | برنده    |
| ۲۰۱۴  | بهترین فیلم‌نامه مجموعه تلویزیونی درام                                            | نیک پیزولاتو برای اپیزود «سرنوشت نامعلوم تمام زندگی» | نامزدشده |

### جایزه امی هنرهای خلاق
| جایزه | رشته                                             | برنده(ها) و نامزد(ها)                                                      | نتیجه    |
| ----- | ------------------------------------------------ | -------------------------------------------------------------------------- | -------- |
| ۲۰۱۴  | بهترین موسیقی متن برای سریال درام                | تی بون برنت برای اپیزود «شکیل و خالی»                                      | نامزدشده |
| ۲۰۱۴  | بهترین عملکرد تیم بازیگری برای سریال درام        | مگان لوئیس                                                                 | برنده    |
| ۲۰۱۴  | بهترین گریم برای یک اپیزود مستقل                 | فلسیتی باورنیگ، وندی بل و آنا پالا برای اپیزود «سرنوشت نامعلوم تمام زندگی» | برنده    |
| ۲۰۱۴  | بهترین فیلم‌برداری برای یک اپیزود مستقل           | آدام آرکپاو برای اپیزود «چه کسی آنجا می‌رود»                                | برنده    |
| ۲۰۱۴  | بهترین طراحی تیتراژ                              | پاتریک کلی                                                                 | برنده    |
| ۲۰۱۴  | بهترین طراحی صحنه مدرن یا فانتزی برای سریال درام | تیم بیچ برای اپیزود «شکیل و خالی»                                          | نامزدشده |
| ۲۰۱۴  | بهترین تدوین                                     | آفونسو گوکالوس برای اپیزود «چه کسی آنجا می‌رود»                             | نامزدشده |
| ۲۰۱۶  | بهترین میکس صدا                                  | جفری پترسون برای اپیزود «سقوط در راه است»                                  | نامزدشده |

## جایزه گلدن گلوب
| سال  | رشته                                                                               | برنده(ها) و نامزد(ها) | نتیجه    |
| ---- | ---------------------------------------------------------------------------------- | --------------------- | -------- |
| ۲۰۱۵ | جایزه گلدن گلوب بهترین مجموعه تلویزیونی کوتاه یا فیلم تلویزیونی                    |                       | نامزدشده |
| ۲۰۱۵ | جایزه گلدن گلوب بهترین بازیگر نقش اول مرد مجموعه تلویزیونی کوتاه یا فیلم تلویزیونی | متیو مک‌کانهی          | نامزدشده |
| ۲۰۱۵ | جایزه گلدن گلوب بهترین بازیگر نقش اول مرد مجموعه تلویزیونی کوتاه یا فیلم تلویزیونی | وودی هارلسون          | نامزدشده |
| ۲۰۱۵ | جایزه گلدن گلوب بهترین بازیگر نقش زن مرد مجموعه تلویزیونی کوتاه یا فیلم تلویزیونی  | میشل موناهن           | نامزدشده |

## جوایز انجمن تهیه‌کنندگان آمریکا
| سال  | رشته              | برنده(ها) و نامزد(ها) | نتیجه    |
| ---- | ----------------- | --------------------- | -------- |
| ۲۰۱۴ | بهترین سریال درام |                       | نامزدشده |

## جایزه ستلایت
| سال  | رشته                       | برنده(ها) و نامزد(ها) | نتیجه    |
| ---- | -------------------------- | --------------------- | -------- |
| ۲۰۱۵ | بهترین سریال درام          |                       | نامزدشده |
| ۲۰۱۵ | بهترین بازیگر نقش اول مرد  | وودی هارلسون          | نامزدشده |
| ۲۰۱۵ | بهترین بازیگر نقش مکمل مرد | میشل موناهن           | نامزدشده |

## جایزه انجمن بازیگران فیلم
| سال  | رشته                                 | برنده(ها) و نامزد(ها) | نتیجه    |
| ---- | ------------------------------------ | --------------------- | -------- |
| ۲۰۱۵ | بهترین بازیگر نقش اول مرد سریال درام | متیو مک‌کانهی          | نامزدشده |
| ۲۰۱۵ | بهترین بازیگر نقش اول مرد سریال درام | وودی هارلسون          | نامزدشده |

## جوایز انجمن منتقدان تلویزیون
| سال  | رشته                                               | برنده(ها) و نامزد(ها) | نتیجه    |
| ---- | -------------------------------------------------- | --------------------- | -------- |
| ۲۰۱۴ | بهترین سریال جدید                                  | کارآگاه حقیقی         | نامزدشده |
| ۲۰۱۴ | بهترین برنامه تلویزیونی سال                        | کارآگاه حقیقی         | نامزدشده |
| ۲۰۱۴ | دستاور ویژه                                        | کارآگاه حقیقی         | برنده    |
| ۲۰۱۴ | بهترین اجرای فردی بازیگر نقش اول مرد در سریال درام | متیو مک‌کانهی          | برنده    |

## جوایز انجمن نویسندگان آمریکا
| سال  | رشته                              | برنده(ها) و نامزد(ها) | نتیجه |
| ---- | --------------------------------- | --------------------- | ----- |
| ۲۰۱۵ | بهترین برنامه تلویزیونی           | نیک پیزولاتو          | برنده |
| ۲۰۱۵ | بهترین مجموعهٔ تلویزیونی درام جدید | نیک پیزولاتو          | برنده |